# Ryssligan

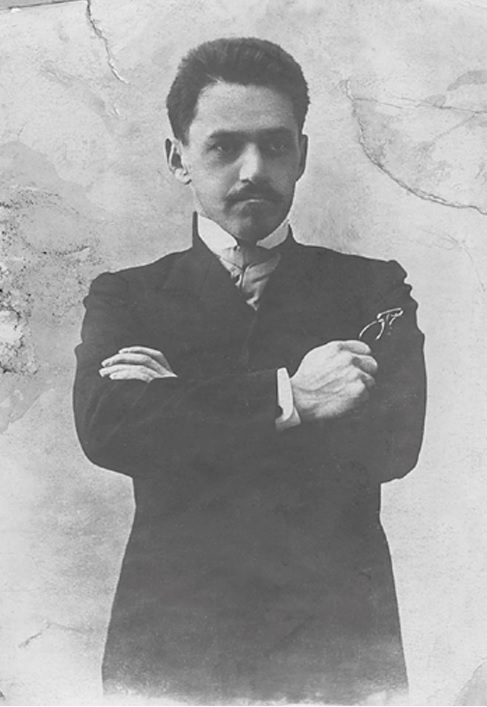
Hadjetlaché, ledare för Ryssligan.

Ryssligan, Hadjetlaché-affären, var en i Sverige mycket uppmärksammad mordaffär, sammanhängande med den skarpa antagonismen mellan ryska bolsjeviker och monarkistemigranter. Ryssligan var en antikommunistisk organisation som grundades 1918 i Stockholm av översten Mohammed Beck Hadjetlaché. Dess syfte var att bekämpa bolsjevismen och den "röda pesten". Det officiella namnet för organisationen var "Militärorganisationen för det ryska rikets återupprättande". Under Hadjetlachés ledning hade Ryssligan under våren och sommaren 1919 mördat påstådda bolsjevikagenter, ryssar bosatta i Stockholm. De dåd som utfördes av de 16 medlemmarna i Ryssligan väckte en enorm uppmärksamhet i dåtidens Sverige, och den rättegång som följde på avslöjandet av morden blev intensivt bevakad av pressen och ledde till häftiga juridiska och politiska debatter.

## Händelseförlopp
Till kriminalpolisen i Stockholm anmäldes den 18 juli 1919 att ryske undersåten juris kandidat Nikolaj Ardelionovitj Ardasjev försvunnit från sin bostad. De efterforskningar som gjordes ledde till att ett antal ryssar kunde gripas, några boende i Stockholm, samt några boende i villan Björkudden vid Bollstanäs i Fresta socken i Stockholms län. Den 31 juli och följande dagar anhölls misstänkta att ha mördat Ardasjev. Denne befanns ha för sovjetregeringens räkning utfört vissa uppdrag (bland annat förmedling av pappersinköp) och uppgavs intagit en framskjuten ställning inom bolsjevikernas propagandaverksamhet, alla de anhållna åter var monarkistiska flyktingar undan bolsjevikterrorn i Ryssland. Ledande inom gruppen var förre kosacköversten Mohammed Beck Hadjetlaché, vilken stått tsarregimen nära och under många år från Paris utgett en rysk tidskrift, som spreds i den muslimska världen inom Ryssland. Under första världskriget hade han av ryska arméledningen anlitats för att påverka ryska muslimer att trots kriget med Turkiet lojalt fasthålla vid Ryssland. Såsom flykting i Stockholm efter Oktoberrevolutionen hade han en tid där utgett en tidning, Eko från Ryssland, mest innehållande skräckmålningar av bolsjevikernas framfart.
Under fortsatta undersökningar uppdagades, att jämväl de ryske undersåtarna ingenjören Carl Calvé och journalisten Jurij Levi Levitskij, vilka liksom Ardasjev stått i förbindelse med ryska sovjetregeringen, försvunnit från sina tillfälliga bostäder i Stockholm under omständigheter, som tydde på, att även de bragts om livet av Hadjetlaché och hans medsammansvurna.
Den omfångsrika rapporten från polisundersökningen klarlade, huvudsakligen på grundval av de häktades egna uppgifter, mordgärningarnas förlopp. De sedan mördade hade lockats ut till villan i Bollstanäs samt där fängslats och förhörts, varefter Hadjetlaché med en snara bragt två av dem om livet; Levitskij hade dödats under ett flyktförsök. Liken hade, insydda i säckväv och förankrade med stenar, sänkts i den närbelägna sjön Norrviken, där de sedan återfunnits. Som förklaring till våldsdåden anförde de häktade, att de tillhörde en i Petrograd 1918 bildad militärorganisation för kejsardömets återupprättande och med uppgift att med alla till buds stående medel inom och utom Ryssland bekämpa bolsjevismen. Även hänvisades - med stöd av uttalanden från svenskar, som under revolutionen befunnit sig i Ryssland - till, att man i Sverige knappast skulle kunna förstå, vilket hat bolsjevismen väckt hos de förföljda samhällslagren i Ryssland, och i sina försvarstal omtalade Hadjetlaché bland annat, att fem av hans närmaste anförvanter mördats av bolsjeviker. Svensk opinion höll i allmänhet före, att morden skett alltför utstuderat, lömskt och obemärkt för att i någon mån kunna uppfattas och rättfärdigas som krigshandlingar. Särskilt var åklagarmakten benägen att i allt se yttringar av mordlystnad och vinstbegär, och Hadjetlaché utpekades som en internationell bandit.
Såsom ordförande vid behandlingen av målet - det mest omfattande brottmål, som dittills förekommit i Sverige - inför Stockholms läns västra häradsrätt fungerade tillförordnade domhavanden Valdemar Ericson, såsom allmän åklagare landsfogden A. Hägg, såsom försvarsadvokat advokaten Henning von Melsted, på grund av Kunglig Majestäts befallningshavandes förordnande, för 12 av de häktade, advokaten Georg Stjernstedt för två och advokaten Carl Romanus för en. Under målets gång inträdde advokat A. Hultman på förordnande såsom biträde åt fem mellan dem och Hadjetlaché. Rättegången började den 22 augusti 1919 och pågick med tre veckors avbrott mellan varje rannsakning till 10 april 1920, då häradsrättens utslag meddelades, utmynnande i, att alla de tilltalade förklarades skyldiga. Målet hänsköts därpå till Stockholms rådhusrätt för slutbehandling, särskilt rörande med morden förenad egendomsförbrytelse. Dess utslag föll den 28 maj 1920. Hadjetlaché dömdes till döden, vilket av Svea hovrätt ändrades till livstids straffarbete, övriga tilltalade dömdes till straffarbete, växlande från 10 år och därunder. Efter att ha börjat avtjäna sitt straff på Långholmens centralfängelse fick Hadjetlaché ett slaganfall och dog den 4 november 1929.

## Populärkultur
År 1996 spelades dramadokumentären Ryssligan in av FilmMagi, OAL studio och Sollentuna Fria Gymnasium. Filmen skildrar i dokumentär form med spelfilmsinslag ligans verksamhet från Hadjetlachés ankomst till Sverige fram till hans död på Långholmen. Mordscenerna spelades in i den autentiska Ryssvillan i Bollstanäs som fortfarande stod kvar. Under efterforskningarna inför filmen hittades indicier på Polismuseet som talade för att ligan med stor sannolikhet mördade fler än tre personer i villan.
År 2012 kom Carin Hjulströms bok Kajas resa som handlar om Ryssligan.